# Літературний агент
Літературний агент — людина, яка добре обізнана в літературно-науковому середовищі, знає всі тенденції книжкового і мультимедійного ринків, загалом, це особа, яка виконує роботу видання та прилаштування твору автора.
Авторитетні літературні агенти, як правило, беруть комісію і не беруть гонорар наперед. Ставка комісійних зазвичай становить 15%.